# Sabiote
Sabiote ist ein südspanischer Ort und eine aus dem Hauptort und mehreren Weilern bestehende Gemeinde (municipio) mit insgesamt 3.780 Einwohnern (Stand: 2024) im Zentrum der Provinz Jaén in der autonomen Region Andalusien. Das Ortszentrum ist seit 1972 als Conjunto histórico-artístico anerkannt.

## Lage
Sabiote liegt knapp 48 km (Fahrtstrecke) nordöstlich der Provinzhauptstadt Jaén in einer Höhe von ca. 835 m. Das Klima im Winter ist gemäßigt, im Sommer dagegen warm bis heiß; die geringen Niederschlagsmengen (ca. 585 mm/Jahr) fallen – mit Ausnahme der nahezu regenlosen Sommermonate – verteilt übers ganze Jahr.

## Bevölkerungsentwicklung
| Jahr      | 1970  | 1980  | 1990  | 2000  | 2010  | 2020  |
| Einwohner | 5.085 | 4.733 | 4.303 | 4.171 | 4.207 | 3.875 |

Die deutliche Bevölkerungsrückgang in der zweiten Hälfte des 20. Jahrhunderts ist im Wesentlichen auf die nahezu ausschließliche Anpflanzung von Olivenbäumen, die damit einhergehende Mechanisierung und den daraus resultierenden Verlust von Arbeitsplätzen zurückzuführen.

## Wirtschaft
Mitte des 19. Jahrhunderts war die Mehrheit der Bevölkerung in der Landwirtschaft tätig. Der Anbau von Getreide, Weinreben und Olivenhainen war vorherrschend und die wichtigsten Produkte der Gegend waren Weizen, Öl, Gerste und Wein.

## Geschichte
Bei Sabiote handelt es sich um eine ursprünglich wohl phönizische Siedlung, auch wenn 1961 ein bronzezeitliches Grab in der Gemarkung La Cobatilla entdeckt wurde. Als Siedlung bestand sie schon um 1200 vor Christus. In der römischen Zeit war die Siedlung, die Münzen prägen durfte, als Iulia Salaria bekannt. Als mittelalterliche Stadt war sie zunächst maurisch geprägt.

## Sehenswürdigkeiten
- Burgreste
- historische Stadtbefestigung
- Peterskirche (Iglesia de San Pedro), im 16. Jahrhundert wiedererrichtet, seit 1972 Monumento nacional
- Karmelitenkonvent

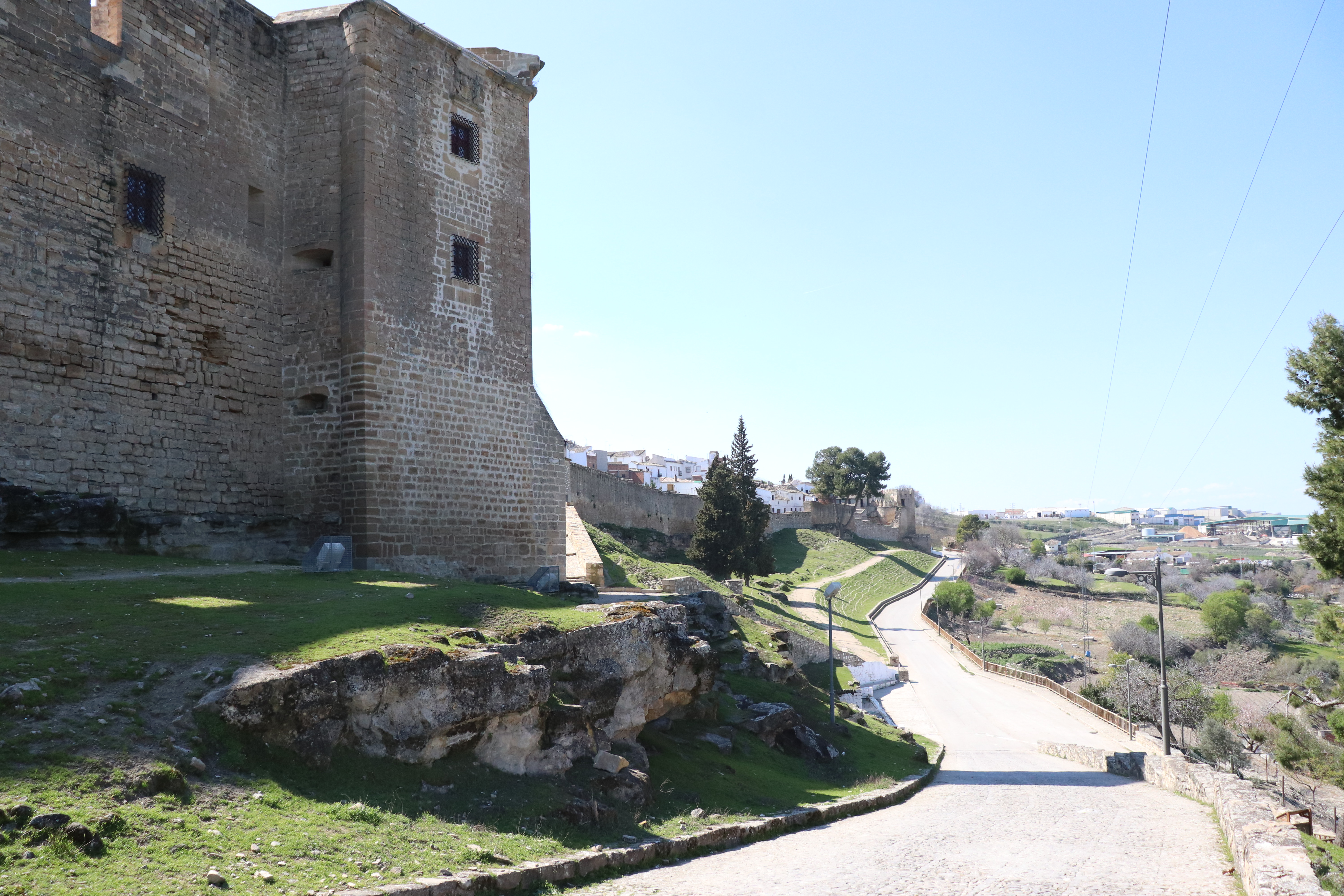
Burgreste
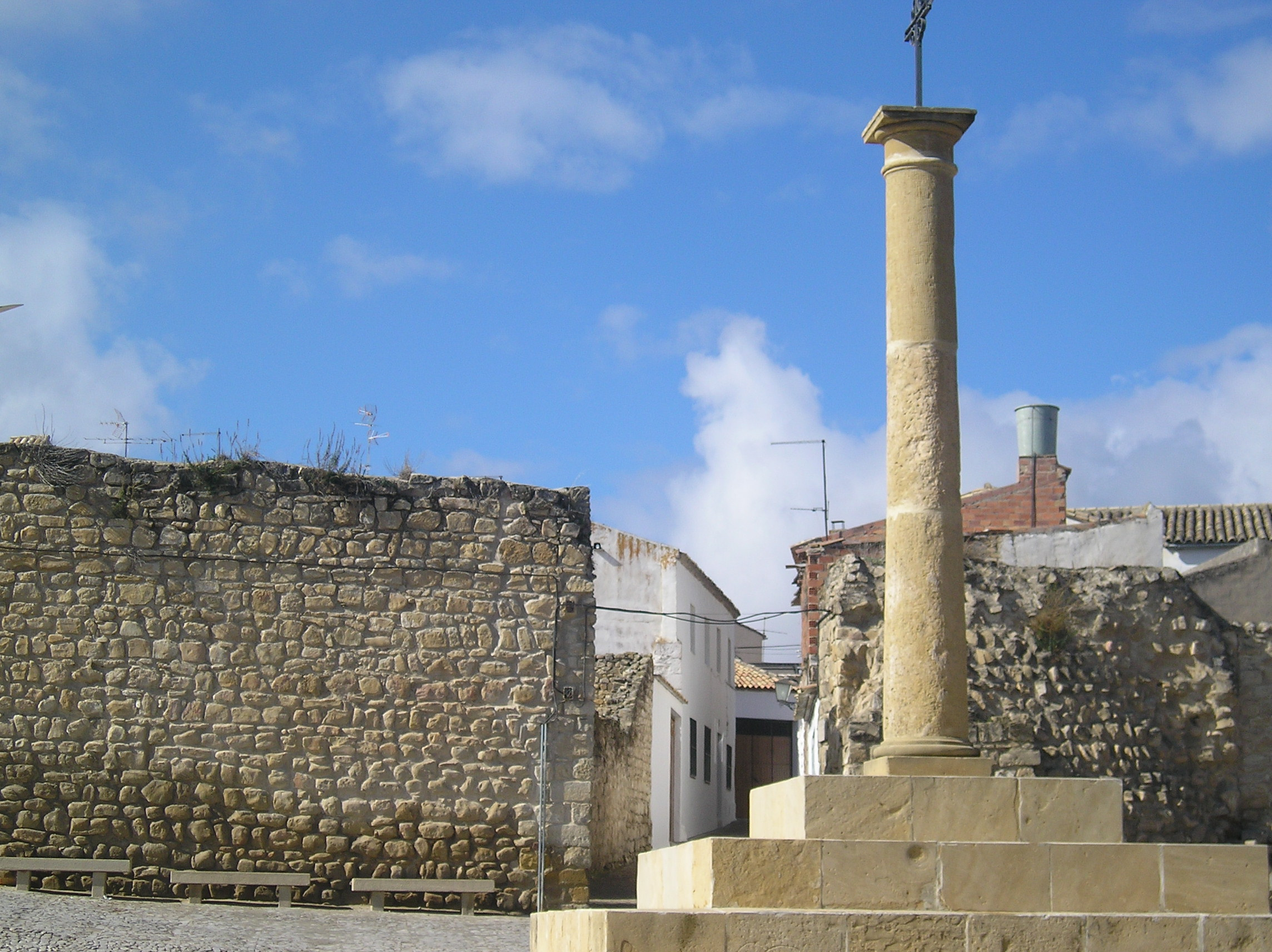
Ortsbefestigung
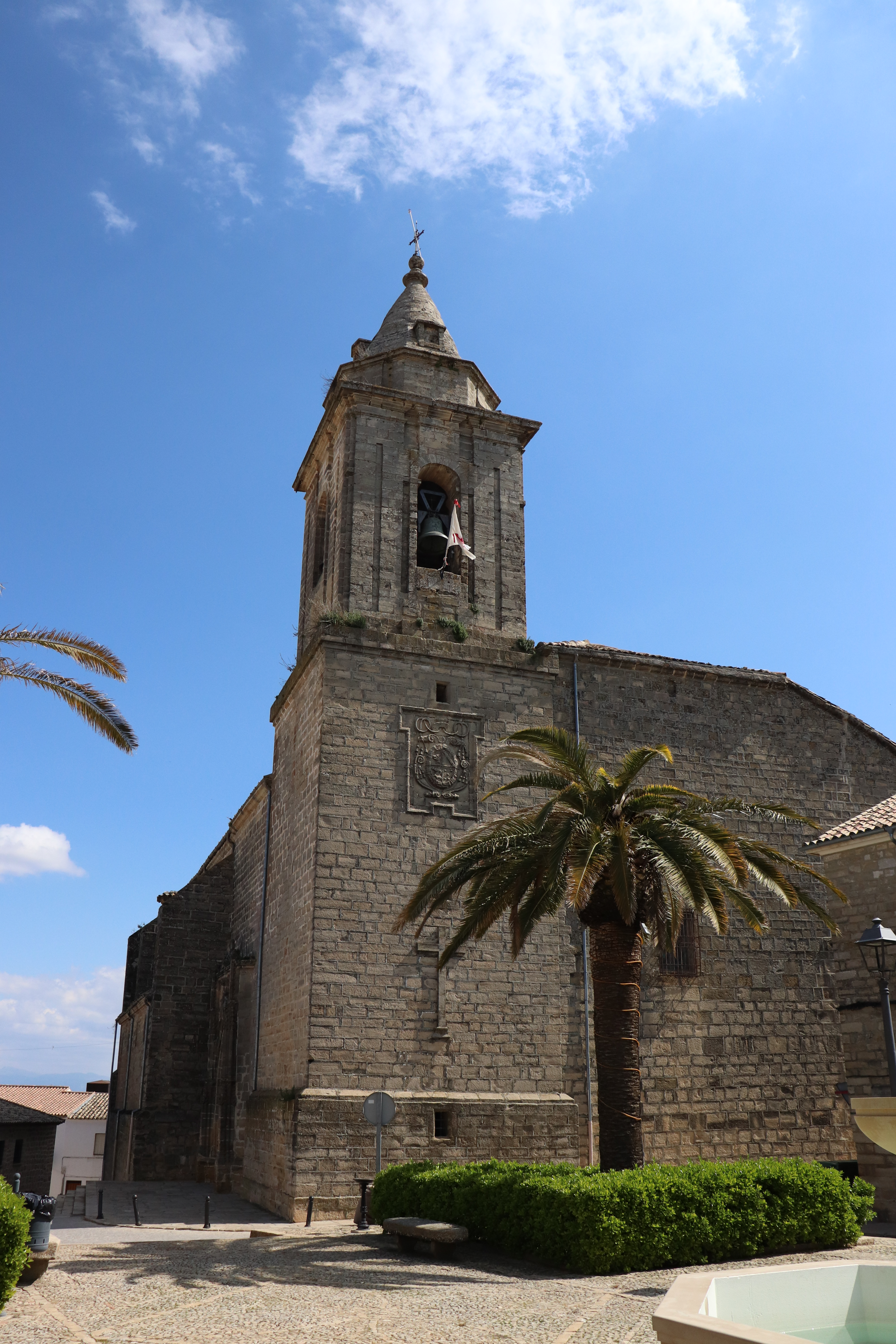
Peterskirche
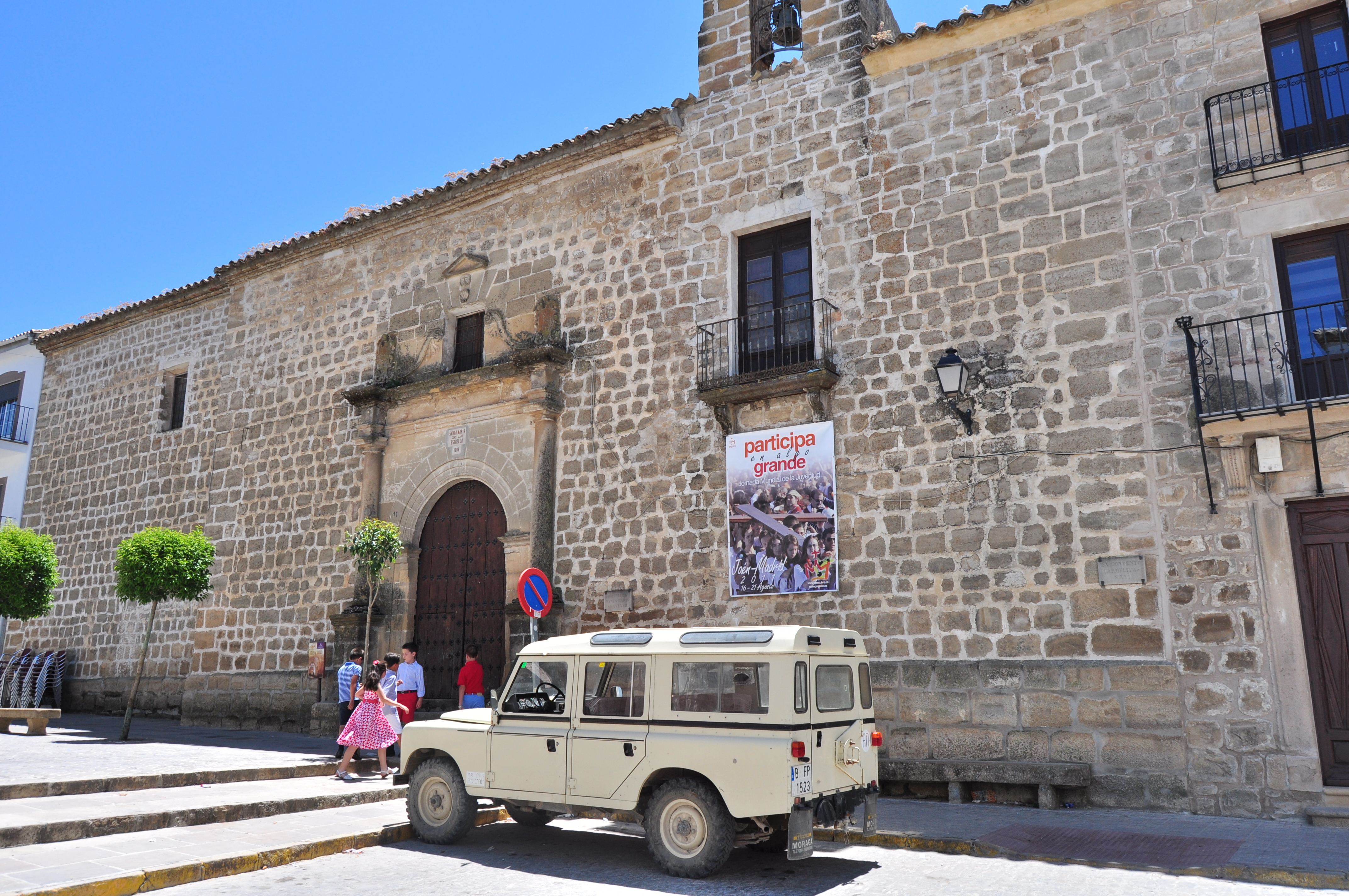
Konvent
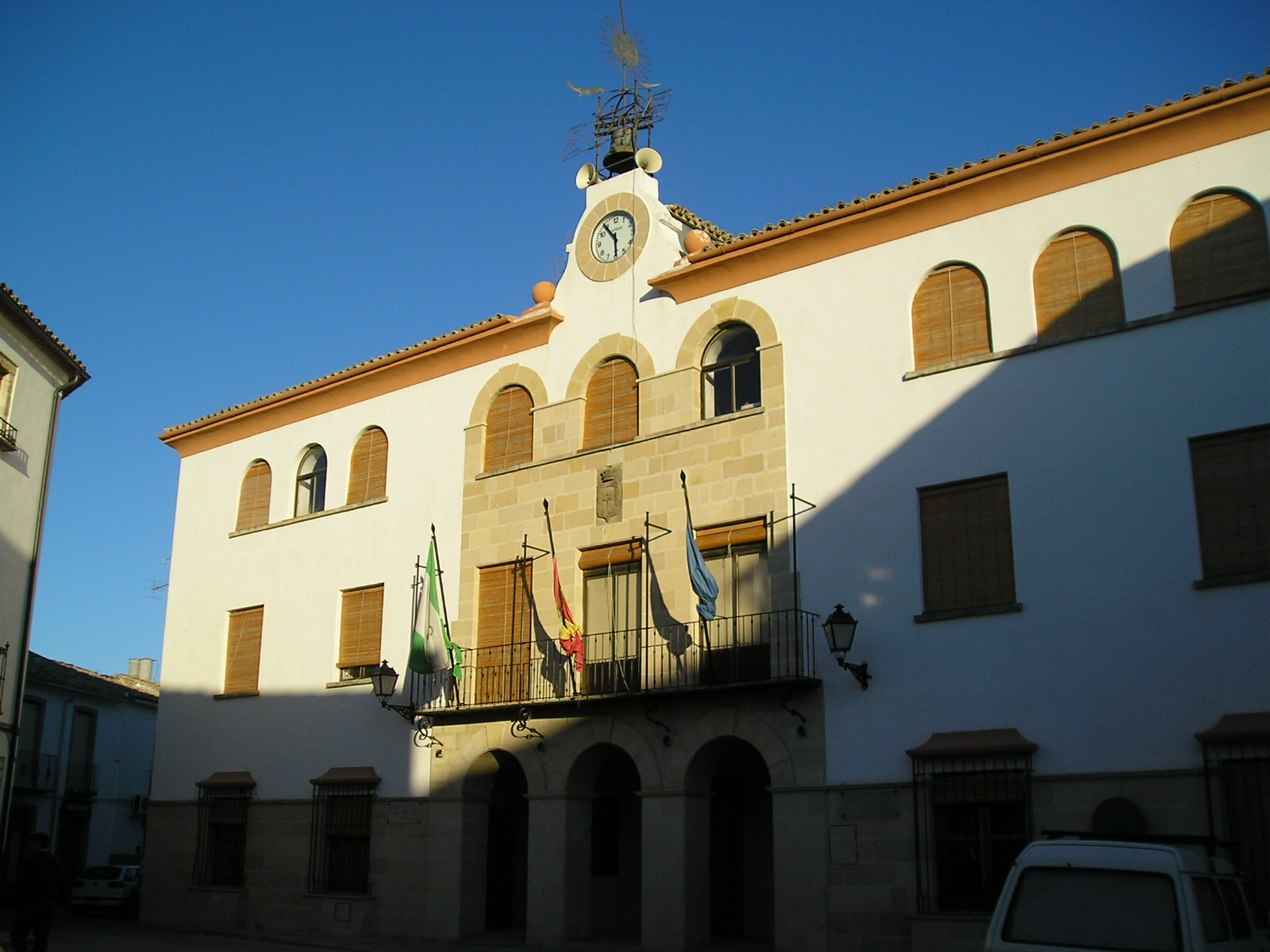
Rathaus